# Streptosporangium longisporum
Streptosporangium longisporum ist eine Bakterienart.

## Merkmale
Streptosporangium longisporum bildet, wie für die Gattung Streptosporangium typisch, ein  System von Filamenten, sogenannte Mycelien. Sie sind verzweigt und nicht-fragmentiert. Es bildet aus dem Agar hinausragende Lufthyphen, in denen kugelförmige Sporenbläschen, die Sporangien, entstehen. Die Sporangien sind rund, meist mit einem Durchmesser von 7–13  μm. Es können aber auch Sporangien mit bis zu 18 μm Durchmesser auftreten. Die Sporangienwand ist relativ dick und widerstandsfähig. Hier entstehen die Sporen, die der Überdauerung von ungünstigen Umweltbedingungen dienen. Die Sporen werden durch Septierung einer einzelnen, unverzweigten Hyphe innerhalb der Bläschen gebildet.  Die Sporen sind stäbchenförmig oder leicht gebogen, mit einer durchschnittlichen Länge und Breite von 0,6–0,9 × 1,5–3,5 μm. Die Keimung erfolgt mit einem oder zwei herauswachsenden Keimschläuchen. Die stäbchenförmigen Sporen stellen eine Besonderheit der Art dar, die anderen Arten der Gattung Streptosporangium bilden eher kugelförmige Sporen.
Gutes Wachstum erfolgt bei Temperaturen zwischen 20 und 37 °C. Bei 42 °C erfolgt kein Wachstum mehr.

## Stoffwechsel
Streptosporangium longisporum ist chemo-organoheterotroph. Es kann folgende Verbindungen als einzige Kohlenstoffquelle nutzen: Mannose, Trehalose und Xylose.
Aesculin wird von Streptosporangium longisporum gespalten (hydrolysiert), Hippurat jedoch nicht. Stärke wird abgebaut, aus Nitrat wird nur in sehr geringen Mengen Nitrit gebildet. Abgebaut werden Arbutin, DNA, Elastin, RNA und L-Tyrosin, aber nicht Guanin, Hypoxanthin, Keratin, Testosteron oder Xanthin.
Der Gram-Test verläuft positiv.

## Systematik
Die Bakterienart Streptosporangium longisporum zählt zu der Familie der Streptosporangiaceae. Sie wurde im Jahr 1969 von Dietmar Schäfer beschrieben. Der Fund stammt aus türkischer Steppenerde.